# Hanna Aronsson Elfman
Hanna Aronsson Elfman (* 29. Dezember 2002 in Karlstad, Värmlands län) ist eine schwedische Skirennläuferin. Sie startet vor allem in den technischen Disziplinen Riesenslalom und Slalom sowie im Super-G. Zwischen 2021 und 2023 gewann sie drei Juniorenweltmeistertitel.

## Biografie
Hanna Aronsson Elfman stammt aus Karlstad, wo sie mit einem jüngeren Bruder aufwuchs. Sie begann im Alter von zwei Jahren mit dem Skifahren und betreibt den Sport seit ihrem achten Lebensjahr wettkampfmäßig. Sie besuchte das Skigymnasium in Malung.

### Jugend und Europacup

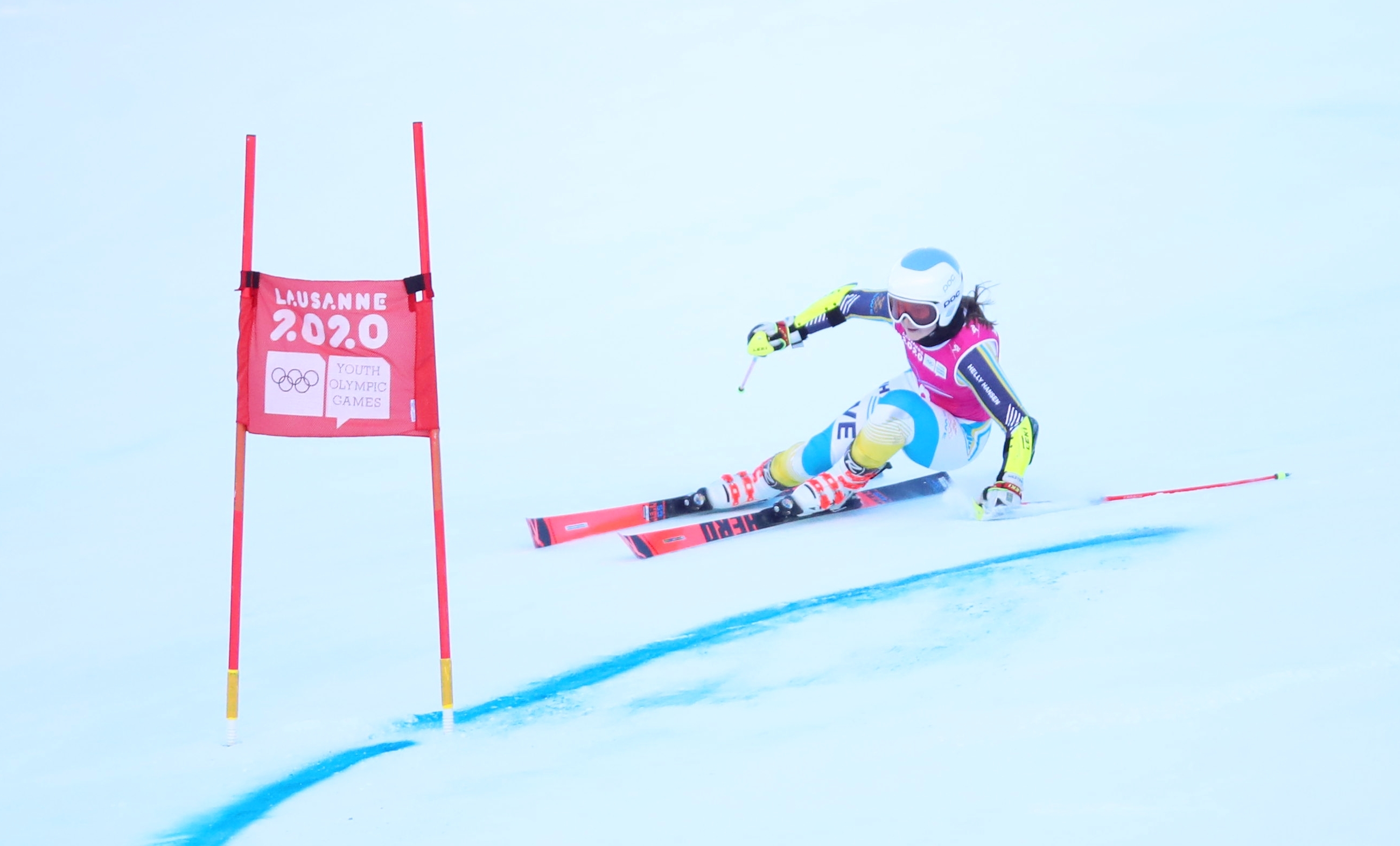
Riesenslalom im Rahmen der Olympischen Jugendspiele 2020

Aronsson Elfman bestritt im Alter von 16 Jahren in Duved ihre ersten FIS-Rennen und erreichte auf Anhieb ansprechende Platzierungen. Nach Gewinn eines nationalen Jugendmeistertitels gab sie im November 2019 in den Riesenslaloms von Trysil ihr Europacup-Debüt und klassierte sich gleich in den Punkterängen. Bei den Olympischen Jugend-Winterspielen von Lausanne startete sie in allen Disziplinen außer der Abfahrt und belegte die Ränge fünf in Super-G und Slalom, sieben im Riesenslalom und acht mit der Mannschaft. In der Kombination schied sie aus. Wenige Wochen später nahm sie in Narvik erstmals an Juniorenweltmeisterschaften teil und blieb im Riesenslalom und in der Kombination nur knapp hinter den Medaillenrängen zurück. Im Februar 2021 gelang ihr mit Platz zwei in Livigno ihr erster Europacup-Podestplatz. Bei den folgenden Juniorenweltmeisterschaften in Bansko gewann sie in ihrer Paradedisziplin Riesenslalom die Goldmedaille, im Super-G verpasste sie eine weitere Medaille als Vierte denkbar knapp. Zwei Jahre später konnte sie in St. Anton den Erfolg im Riesenslalom wiederholen und obendrein auch Gold im Slalom gewinnen.

### Weltcup
Aronsson Elfman gab am 15. Februar 2020 im Riesenslalom von Kranjska Gora ihr Weltcup-Debüt. Im Oktober 2021 konnte sie sich beim Weltcup-Auftakt in Sölden erstmals für einen zweiten Durchgang qualifizieren und gewann mit Rang 26 ihre ersten Punkte. Zu Beginn der nächsten Saison belegte sie als Neunte im Slalom von Levi ihren ersten Spitzenplatz. Drei Wochen danach konnte sie dieses Resultat als Vierte in Sestriere nach Laufbestzeit im zweiten Durchgang noch einmal überbieten.

## Privates
Hanna Aronsson Elfman ist die Nichte von Marja Elfman, welche als Freestyle-Skierin aktiv war.

## Erfolge

### Olympische Spiele
- Peking 2022: 13. Mannschaftswettbewerb

### Weltmeisterschaften
- Méribel 2023: 10. Slalom, 11. Mannschaftswettbewerb, 22. Parallelrennen
- Saalbach-Hinterglemm 2025: 17. Slalom, 30. Riesenslalom

### Weltcup
- 5 Platzierungen unter den besten zehn

### Weltcupwertungen
| Saison  | Gesamt | Gesamt | Riesenslalom | Riesenslalom | Slalom | Slalom |
| Saison  | Platz  | Punkte | Platz        | Punkte       | Platz  | Punkte |
| ------- | ------ | ------ | ------------ | ------------ | ------ | ------ |
| 2021/22 | 86.    | 36     | 44.          | 20           | 43.    | 16     |
| 2022/23 | 38.    | 240    | –            | –            | 10.    | 240    |
| 2023/24 | 86.    | 40     | –            | –            | 38.    | 40     |

### Europacup
- Saison 2020/21: 7. Gesamtwertung, 5. Riesenslalomwertung
- Saison 2023/24: 10. Slalomwertung
- 3 Podestplätze, davon 3 Siege:

| Datum            | Ort       | Land          | Disziplin |
| ---------------- | --------- | ------------- | --------- |
| 22. Februar 2024 | Malbun    | Liechtenstein | Slalom    |
| 13. März 2024    | Norefjell | Norwegen      | Slalom    |

### Olympische Jugendspiele
- Lausanne 2020 5. Super-G, 5. Slalom, 7. Riesenslalom, 8. Mannschaftswettbewerb

### Juniorenweltmeisterschaften
- Narvik 2020: 4. Riesenslalom, 5. Alpine Kombination, 11. Super-G
- Bansko 2021: 1. Riesenslalom, 4. Super-G
- St. Anton 2023: 1. Riesenslalom, 1. Slalom

### Weitere Erfolge
- 3 Podestplätze im South American Cup, darunter 1 Sieg
- 1 schwedischer Jugendmeistertitel (Slalom 2019)
- 4 Siege in FIS-Rennen